# فيسنتي دانيال
فيسنتي دانيال (بالبرتغالية: Vicente Daniel) هو منافس ألعاب قوى موزمبيقي، ولد في 23 مايو 1956.

## وصلات خارجية
- فيسنتي دانيال على موقع الاتحاد الدولي لألعاب القوى (الإنجليزية)
- فيسنتي دانيال على موقع أوليمبيديا (الإنجليزية)